# Интергалогениды
Интергалогени́ды — соединения галогенов между собой. Они также называются межгалоге́нными соедине́ниями. Межгалогенные соединения могут существовать в четырёх стехиометрических соотношениях: XY, XY3, XY5 и XY7, где Y — это более химически активный галоген. Исключением является неустойчивый гексафторид брома BrF6. Наиболее устойчивы среди них моногалогениды состава XY (кроме монофторида брома и монофторида иода). 

## Получение
Межгалогенные соединения синтезируют при непосредственном взаимодействии простых веществ, варьируя соотношения реагентов, температуру и давление
{\displaystyle {\ce {Cl_2 + 3F_2 -> 2ClF_3}}}(230°C)
{\displaystyle {\ce {Br_2 + 3F_2 -> 2BrF_3}}}(-20°С)
{\displaystyle {\ce {I_2 + 3F_2 -> 2IF_3}}}(-45°С)

## Химические свойства
По химическим свойствам интергалогениды близки к галогенам. Растворяются в воде с полным или частичным гидролизом; в водных растворах хлоридов металлов образуют устойчивые полигалогенид-анионы (BrCl−
2, ICl−
4 и т.п.). Растворяются в органических растворителях. Моногалогениды растворимы в трихлориде мышьяка, диоксиде серы, оксихлориде серы, безводной уксусной кислоте.

## Физические свойства

### Физические свойства межгалогенных соединений состава XY
В следующую таблицу сведены физические свойства всех двухатомных интергалогенидов, кроме малоизученных соединений астата
| Свойство                                                           | ClF                | BrF                        | IF                   | BrCl                  | ICl                                                                         | IBr                       |
| ------------------------------------------------------------------ | ------------------ | -------------------------- | -------------------- | --------------------- | --------------------------------------------------------------------------- | ------------------------- |
| Форма при комнатной температуре                                    | Бесцветный газ     | Светло-коричневый          | Неустойчив           | Красно-коричневый газ | Рубиново-красные кристаллы (α-форма); красно-коричневые кристаллы (β-форма) | Чёрные кристаллы          |
| Температура плавления, °C                                          | −155,6             | ~-33, диспропо- рционирует | Диспропо- рционирует | ~−66, диссоциирует    | 27,2 (α-форма), 13,9 (β-форма)                                              | 41, частично диссоциирует |
| Температура кипения, °C                                            | −100,1             | ~20                        | —                    | ~5 (с разл.)          | 97—100 (с разл.)                                                            | ~116 (с разл.)            |
| ΔH°обр (298 K), кДж·моль−1                                         | −56,5              | −58,6                      | −95,4                | 14,6                  | −35,3 (α-форма)                                                             | −10,5 (крист.)            |
| ΔG°обр (298 K), кДж·моль−1                                         | −57,7              | −73,6                      | −117,6               | −1                    | −13,95 (α-форма)                                                            | 3,7                       |
| Энергия диссоциации, кДж·моль−1                                    | 252,5              | 248,6                      | ~277                 | 215,1                 | 207,7                                                                       | 175,4                     |
| Плотность в жидком состоянии (температура, °C), г·см−3             | 1,62 (−100 °C)     | —                          | —                    | —                     | 3,095 (30 °C)                                                               | 3,762 (42 °C)             |
| r(X—Y), нм                                                         | 0,16281            | 0,1756                     | 0,1909               | 0,2138                | 0,23207                                                                     | 0,2485                    |
| Дипольный момент, Д                                                | 0,881              | 1,29                       | —                    | 0,57                  | 0,65                                                                        | 1,21                      |
| Электропроводность в жидком состоянии (температура, °C), Ом−1·см−1 | 1,9·10−7 (−128 °C) | —                          | —                    | —                     | 5,5·10−3                                                                    | 3,4·10−4                  |

### Физические свойства межгалогенных соединений состава XY3
В следующую таблицу сведены физические свойства некоторых четырёхатомных интергалогенидов состава XY3
| Свойство                                                           | ClF3                        | BrF3                       | IF3                                       | (ICl3)2                      |
| ------------------------------------------------------------------ | --------------------------- | -------------------------- | ----------------------------------------- | ---------------------------- |
| Форма при комнатной температуре                                    | Бесцветный газ или жидкость | Жидкость соломенного цвета | Жёлтая жидкость (разлагается выше −28 °C) | Ярко-жёлтое твёрдое вещество |
| Температура плавления, °C                                          | −76,3                       | 8,8                        | —                                         | 101 (16 атм)                 |
| Температура кипения, °C                                            | 11,8                        | 125,8                      | —                                         | —                            |
| ΔH°обр (298 K), кДж·моль−1                                         | −168 (г.)                   | −301 (ж.)                  | ~−485 (г.) (расчёт.)                      | −89,3 (тв.)                  |
| ΔG°обр (298 K), кДж·моль−1                                         | −124 (г.)                   | −241 (ж.)                  | ~−460 (г.) (расчёт.)                      | −21,5 (тв.)                  |
| Средняя энергия связей X—Y3, кДж·моль−1                            | 174                         | 202                        | ~275 (расчёт.)                            | —                            |
| Плотность (температура, °C), г·см−3                                | 1,885 (0 °C)                | 2,803 (25 °C)              | —                                         | 3,111 (15 °C)                |
| Дипольный момент, Д                                                | 0,557                       | 1,19                       | —                                         | 0,2138                       |
| Диэлектрическая проницаемость ε (температура, °C)                  | 4,75 (0 °C)                 | —                          | —                                         | —                            |
| Электропроводность в жидком состоянии (температура, °C), Ом−1·см−1 | 6,5·10−9 (0 °C)             | 8·10−3 (25 °C)             | —                                         | 8,6·10−3 (102 °C)            |

## Получение

### Двухатомные интергалогениды
Двухатомные галогениды получают с помощью реакций прямого синтеза:
{\displaystyle {\mathsf {Cl_{2}+F_{2}{\xrightarrow[{}]{255^{o}C}}2ClF}}}
{\displaystyle {\mathsf {Br_{2}+BrF_{3}\rightarrow 3BrF}}}

### Четырёхатомные интергалогениды
Все эти соединения могут быть получены прямым взаимодействием галогенов
{\displaystyle {\mathsf {Cl_{2}+3F_{2}\rightarrow 2ClF_{3}}}}
{\displaystyle {\mathsf {Br_{2}+3F_{2}\rightarrow 2BrF_{3}}}}
{\displaystyle {\mathsf {I_{2}+3Cl_{2}\rightarrow 2ICl_{3}}}}

## Токсикология
Большинство интергалогенидов являются токсичными, коррозионно-активными веществами.